# シトラスレッド2
シトラスレッド2(Citrus Red 2)は、合成染料である。着色料として、オレンジの皮を染めるために、アメリカ食品医薬品局によって1956年から承認されている。シトラスレッド2は、国際がん研究機関によるIARC発がん性リスク一覧で、「ヒトに対する発がん性が疑われる」グループ2Bに分類されている。

## 性質
シトラスレッド2は、橙色から黄色の固体または暗い赤色の粉末で、融点は156℃である。水には溶けないが、多くの有機溶媒には溶ける。

## 利用
シトラスレッド2は、寒い気候に晒されず、表皮に特徴的な橙色の現れていない、早熟な果実の染色に用いられる。
2025年4月22日、アメリカ食品医薬品局はシトラスレッド2について着色料としての承認取消手続きを開始した。